# Santa Monica (Surigao do Norte)
Santa Monica é um município de  quinta classe de renda municipal (d) na província Surigao do Norte, nas Filipinas. De acordo com o censo de 1 de maio  de  2020 possui uma população de 9 423 pessoas e 2 321 domicílios.